# Зейбеки
Зейбеките (зебеци) са нередовни милиции и партизански бойци, живеещи в Западен Анадол в края на 17-ти до началото на 20-ти век.

## История
Произходът на зебеците се обсъжда, като повечето турски източници подкрепят, че те са тюрки. Един турски източник твърди, че зейбеките се появяват за първи път през 13-ти век и туркомани, заселили се в района на Егейско море. Друг турски източник ги свързва с туркменските бунтовници - джеляли през 16 век, докато друг турски автор твърди, че зейбеките са леки пехотни войски, съставени от туркменски племена, лоялни на селджуките. Според Ашикпашазаде, османски турски историк от 15-ти век, зебеците са мюсюлмански газии, защитаващи границите в Анадола. В турското общество зебеците и юруците се възприемат като едни и същи хора. Много известни зебеци като Йорук Али Ефе и Демирджи Мехмет Ефе принадлежат към юрушките племена. Османският турски автор Осман Хамди бей подкрепя тезата, че те са потомци на тралиите и не са свързани с турците. В допълнение, информация за приликите на костюма на печенегите с костюма на зебеците, както е определено във византийските хроники, Клод Каен обяснява този случай в статията си, озаглавена „Битката при Манцикерт според ислямските ресурси“ с твърденията, че дрехите на наемнитепеченежки войници под командването на Алиат, един от византийските командири, не могат да бъдат разграничени от тези на техните роднини сред противника. Според някои историци печенежката култура има голямо влияние върху културата на зебеците.
Но според други източници, предимно гръцки, зебеците са от гръцки произход. Според гръцкия историк Костас Б. Спанос, зебеците са гърци, които са мигрирали от Тракия и са се заселили в Бурса, Айдън и Сакария. Били са ислямизирани, но не и турцизирани. Според друг гръцки историк, Георгиос Скалиерис, те са от гръцки и фриго – пеласгийски произход. Гръцкият историк Томас Коровинис, в подробното си изследване на зебеците, обобщава 7 от основните теории за техния произход:
- 1) Туркомани и Йоруци
- 2) левантинци
- 3) Древни анадолци.
- 4) Ефесяни, йонийци и лидийци.
- 5) Гръко – фригийски (виж гръко-фригийски езици).
- 6) гърци и траки.
- 7) тралии и съседни номади, като йоруците.

Традиционно зебеците са действали като защитници на селяните срещу земевладелци, бандити и бирници. Главатрят на банда зебеци се титулува Ефе, а войниците му са известни като зебеци и йерархично по-ниско разположените кизани. Според арменско-турския лингвист Севан Нисанян произходът на термина „Ефе“ е или от гръцки (ефевос, „млад мъж със смелост“) или от тюркски (ее, едже, ебе, „голям брат“ на старотюркски). Произходът на термина „Зейбек“ според Нисанян също не е ясен. Според Нисанян то е от тюркски или арабски произход Някои източници твърдят, че се е развило от sübek, sü, което означава „армия, войници“ и bek, което означава „господар ( бей )“ на старотюркски. Според Онур Акдогу еволюира от saybek, което означава „силен пазител“ на старотюркски. Според Пол Витек може да се развие от името "Salpakis Mantachias", използвано от византийския историк Пахимер за Ментеш бей, който основал бейлика на Ментеше в югозападен Анадол. Терминът „Кизан“ е от тюркски произход и означава „момче“ и се използва за новобранци или неопитни зебеци. Като цяло сред бандата на зебеците се наблюдава племенна демокрация. Решенията се взимат по демократичен начин и се одобряват от Ефе, след което имат абсол'тно значение. Зебеците спазват определени ритуали за всички действия; например повишаването на кизан в зейбек е много подобно на ритуалите Ахи.
От 17-ти до 19-ти век зебеците еволюират до разбойници и бандити, тероризиращи района на Егейско море. Преди Договора от Лозана и създаването на Република Турция, по-големи концентрации на зебеци има на Егейското крайбрежие на западен Анадол, близо до град Измир (на гръцки: Смирна) и Магнезия. След гръцкия десант при Смирна зебеците се бият срещу гръцката окупация на Западна Турция. След формирането на турска национална армия, по време на Гръцко-турската война от 1919 – 1922 г., повечето от тях се присъединяват към редовните сили и продължават съпротивата си. По време и след Войната за независимост на Турция те вече не се възприемат като бандити и престъпници, а като герои на националистическите сили, които се бият срещу чужда и немюсюлманска сила. Английски доклад за зебеците и юруците съобщава: „Тези хора мразят гърците и са известни със своя героизъм.

Сведения за зебеците оставя и Мюлязим Халил ефенди, последен османски кмет на Варна преди Освобождението. Той свидетелства за приемането на военни постройки в града по следния начин:
| „ | Друг път бех повикан от пашата в окръжното управление, където, като се явих, видех двама зебеци с голи крака и на силяхлъка си имаха поставени по един ятаган... Казаха ми целта на идването им от Цариград и тръгнахме: най-напред пашата от Цариград, след него аз заедно с тукашния паша да обиколим всичките постройки и ги приемем. След нас вървеха джелетите — зебеци. Обиколихме постройките. Пашата ни задаваше въпроси: — Това е хубаво построено, нали? Ние друго не отговаряхме освен: — Евет ефендим. След като свършихме обиколката зебеците бидоха освободени. Доколкото узнахме те биле водени за да вземат главата на французина строител, ако постройките не се удобриха. | “ |
| Спомени на Мюлязим Халил ефенди за това как се е благоустройвал града и за приемането постройките на табиите, казармите и складовете | |   |

## Култура
Зебеците имат свой специфичен танц. Танцът Zeibekiko в Гърция е различен и е адаптиран в гръцки стил. В Турция има различни танци Зейбек. Има Avşar Zeybeği (Афшарите са огузко тюркско племе), Aydın Zeybeği, Muğla Zeybeği, Tavas Zeybeği, Kordon Zeybeği, Bergama Zeybeği, Soma Zeybeği, Ortaklar Zeybeği, Pamukçu Zeybeği, Harmandalı Zeybeği i, Sakız Zeybeği, Tefenni Zeybeği, Kadıoğlu Zeybeği, Kocaarap Zeybeği, Abdal Zeybeği и Bengi Zeybeği. Гръцката версия на танца е пренесена от гърци от Измир в Гърция, която се е наричала „Türkikos“, но това име вече не се използва. Романтичните песни за тяхната смелост са все още популярни в турската и гръцката народна музика. Основното им оръжие е ятаганът, но повечето от тях са носили и огнестрелно оръжие.

## Препратки
1. ↑  Edip Uysal, Ahmet. LAW-BREAKERS, LAW-GIVERS, AND PREACHERS IN THE TURKISH ORAL TRADITION //  New York Folklore Quarterly 24 (2).   1 June 1968. Шаблон:ProQuest. с. 129–143.
2. 1 2 3 4  Töre - Aylık Fikir ve Sanat Dergisi, Nisan 1972, Sayı 11, pp. 13-21
3. ↑  Ali Haydar Avci, “Bir Sosyal İsyancılık Kurumu: Zeybeklik ve Zeybekler”, Folklor Edebiyat Dergisi, 1997, p. 47, Ankara: Başkent Klişe Matbaacılık.
4. ↑  M. Ö. Özbilgin, (2003), Zeybeklik Kurumu ve Zeybek Oyunları, Yayımlanmamış Doktora Tezi, İzmir, p. 29
5. ↑  Yavuz, B. Galip (2012), Zeybekler, IV. Baskı, p. 41, İzmir: Efe Ofset ve Matbaacılık.
6. ↑  Bey, Osman Hamdi. Les costumes populaires de la Turquie en 1873.   1873. p. 137–138. (на френски)
7. ↑  Hayati Kuzucu, Türk Milli Kimliğinin Oluşması Süreci ve Yukarı Teke Örneği Bağlamında Dirmil’in Demografisi, Burdur 2017, s. 119.
8. ↑  Mehmet Eröz, Milli Kültürümüz ve Meselelerimiz, Doğuş Yayın ve Dağıtım, İstanbul 1983, s. 85-86.
9. 1 2 3  Σπανός, Κώστας. Τα νεοελληνικά επώνυμα στη Δεσκάτη //  Μακεδονικά 12.   1 January 1972. DOI:10.12681/makedonika.1001. с. 123–130.
10. ↑  Σκαλιέρης, Γεώργιος Κλ. Λαοί και φυλαί της Μικράς Ασίας: Μετά πινάκων και χαρτών //   Ρήσος. Посетен на 2022-08-21. (на английски)
11. ↑  Κοροβίνης, Θωμάς. Οι Ζεϊμπέκοι της Μικράς Ασίας.   Agra, 2005. ISBN 978-960-325-559-8. σ. 47–50. (на гръцки)
12. ↑  Nişanyan Sözlük Türkçe
13. ↑  Nisanyan Sozluk Zeybek
14. ↑  Akdoğu, Onur (1994), "Zeybek Kelimesinin Kökeni", Türk Kültürü, 374: 355-367.
15. ↑  Wittek, Paul (1944), Menteşe Beyliği 13-15. Asırda Garbi Küçük Asya Tarihine Ait Bir Tetkik (çev. O.Ş. Gökyay), Ankara: Türk Tarih Kurumu Yayınları IV. Seri No: l, pp. 29-32
16. ↑  Kızan sözcüğünün kökeni
17. ↑  Uluçay, Çağatay (1955), XVIII. ve XIX. yüzyıllarda Saruhan’da Halk Hareketleri ve Eşkiyalık, İstanbul: Berksoy Basımevi.
18. ↑  Sina Aksin. Turkey, from Empire to Revolutionary Republic: The Emergence of the Turkish Nation from 1789 to Present.   NYU Press, 1 February 2007. ISBN 978-0-8147-0722-7. с. 126–.
19. ↑  Jeremy Seal. Meander: East to West along a Turkish River.   Random House, 5 July 2012. ISBN 978-1-4481-3922-4. с. 289–.
20. ↑  Öztürk, Okan Murat (2003), Zeybek Kültürü ve Müziği, Yayınlanmamış Yüksek Lisans Tezi, Ankara, pp. 24-25
21. ↑  İngiliz Gizli Belgelerinde Türkiye, İnceleme: Erol Ulubelen, İstanbul, 1967, p. 207, Vesika No. 509.
22. ↑  Варненски кореняк – 01/07/1927, No. 3, стр.3
23. ↑  Zeybek, The - Routledge Encyclopedia of Modernism
24. ↑  Petrides, Theodore, Petrides, Elfleida. Folk Dances of the Greeks: Origins and Instructions.   Exposition Press, 1961. ISBN 978-0-682-47642-3. с. 65–78.
25. ↑  Ataman, Sadi Yaver. Zeybeklerin Soyu ve Zeybek Kıyafetleri //  Musıki Mecmuası 23 (259).   1970. с. 6.
26. ↑  GAZİM İHAL, Mahmut Ragıp, (1991), Türk Halk Oyunları Katalogu /. (Ed. Nail Tan). Ankara: Kültür Bakanlığı Yayınları, p. 215